# Bruno Moreira
Bruno Daniel Pereira Castro Moreira (Landim, Vila Nova de Famalicão, 6 de septiembre de 1987) es un futbolista portugués que juega como delantero para el C. D. Trofense de la Segunda División de Portugal.